# Bad Camberg
Bad Camberg település Németországban, Hessen tartományban. Lakosainak száma 14 229 fő (2023. december 31.).

## Népesség
A település népességének változása:
| Lakosok száma | 14 047 | 14 217 | 14 263 | 14 158 | 14 294 | 14 229 |
|               | 2014   | 2017   | 2019   | 2021   | 2022   | 2023   |